# Steiner Ranch
Steiner Ranch es un lugar designado por el censo ubicado en el condado de Travis en el estado estadounidense de Texas. En el Censo de 2020 tenía una población de 16713 habitantes y una densidad poblacional de 972,25 habitantes por km². Fue incluido como CDP en el censo de 2020.

## Geografía
Steiner Ranch se encuentra ubicado en las coordenadas 30°22′50″N 97°53′10″O / 30.38056, -97.88611. Según la Oficina del Censo de los Estados Unidos,  tiene una superficie total de 17,19 km², todos correspondientes a tierra firme.